# Braddock (Dakota du Nord)
Pour les articles homonymes, voir Braddock.
Braddock est une ville située dans le comté d'Emmons, dans l’État du Dakota du Nord, aux États-Unis. Lors du recensement de 2010, sa population s’élevait à 21 habitants.
Braddock a été fondée en 1899. C’est la localité la plus ancienne du comté.

## Démographie
| 1920 | 1930 | 1940 | 1950 | 1960 | 1970 |
| ---- | ---- | ---- | ---- | ---- | ---- |
| 216  | 193  | 185  | 175  | 141  | 106  |

| 1980 | 1990 | 2000 | 2010 | - | - |
| ---- | ---- | ---- | ---- | - | - |
| 86   | 56   | 43   | 21   | - | - |

## Source
- (en) Cet article est partiellement ou en totalité issu de l’article de Wikipédia en anglais intitulé « Braddock, North Dakota » (voir la liste des auteurs).